# Cantonul Rezé
Cantonul Rezé este un canton din arondismentul Nantes, departamentul Loire-Atlantique, regiunea Pays de la Loire, Franța.

## Comune
- Bouguenais
- Rezé (parțial, reședință)